# Mark Ciardi
Mark Thomas Ciardi (pronunciado CHAR-dee; nacido el 19 de agosto de 1961) es un productor de cine estadounidense y ex lanzador de las Grandes Ligas de Béisbol. Actualmente es el fundador y director ejecutivo de Apex Entertainment. Mark tiene una amplia experiencia como ejecutivo cinematográfico y productor. Apex Entertainment es una empresa de producción de contenidos independiente que también actúa como financiadora de propiedades de medios. Antes de Apex, Ciardi fue cofundador de Mayhem Pictures, que tenía un acuerdo general de primera vista con Walt Disney Studios durante doce años. En Mayhem, Ciardi produjo varias películas deportivas para Walt Disney Pictures, incluidas El novato, Miracle, Invincible, The Game Plan, Secretariat, Million Dollar Arm, McFarland, USA y Safety. También es productor de la película Oscuros, basada en la novela del mismo nombre. Además produjo el documental de ESPN 30 for 30, ganador del premio Emmy, titulado Big Shot.
Ciardi, nativo de Piscataway, Nueva Jersey, fue un lanzador de su escuela secundaria estatal y se graduó de Piscataway Township High School como parte de la promoción de 1979.
Continuó su carrera en el béisbol en la Universidad de Maryland, donde obtuvo su licenciatura en Administración de Empresas. Fue seleccionado en 1983 por la organización de los Milwaukee Brewers y fue convocado a las ligas mayores en 1987. Se retiró al año siguiente debido a una lesión.
Ciardi es miembro de la Academia de Artes y Ciencias Cinematográficas y forma parte del consejo directivo de la Universidad de Maryland. Mark está casado, tiene dos hijos y es residente de Los Ángeles.

## Filmografía
Es productor en todas las películas a menos que se indique lo contrario.

### Películas
| Año  | Película             | Crédito             |
| ---- | -------------------- | ------------------- |
| 2002 | El novato            |                     |
| 2002 | The New Guy          |                     |
| 2004 | Miracle              |                     |
| 2006 | Invincible           |                     |
| 2007 | The Game Plan        |                     |
| 2010 | Secretariat          |                     |
| 2010 | Tooth Fairy          |                     |
| 2014 | Million Dollar Arm   |                     |
| 2015 | McFarland, USA       |                     |
| 2016 | Oscuros              |                     |
| 2017 | Chappaquiddick       |                     |
| 2018 | ¡A ganar!            |                     |
| 2020 | The Way Back         | Productor ejecutivo |
| 2020 | Safety               |                     |
| 2021 | American Underdog    |                     |
| 2023 | A Million Miles Away |                     |
| —    | Heat                 |                     |
| —    | Wish List            |                     |

Como actor
| Año  | Título               | Papel                                      |
| ---- | -------------------- | ------------------------------------------ |
| 1998 | Welcome to Hollywood | Equipo de producción de Operación Redline  |
| 2000 | Me, Myself & Irene   | Jugador de Softbol                         |
| 2002 | El novato            | Tim Stewart                                |
| 2005 | Amor en juego        | Jugador de los Medias Rojas de los años 80 |

### Televisión
| Año     | Título       | Crédito             | Notas      |
| ------- | ------------ | ------------------- | ---------- |
| 2013−18 | 30 for 30    | Productor ejecutivo | Documental |
| 2020    | Legacy       | Productor ejecutivo | Documental |
| 2020    | Benedict Men | Productor ejecutivo | Documental |

## Carrera en las Grandes Ligas de Béisbol
Ciardi jugó para los Milwaukee Brewers en 1987. Abrió la temporada en el roster de los Milwaukee Brewers en el que comenzaron la temporada con 13 victorias consecutivas, ganando el octavo juego de esa racha contra los Orioles, pero perdiendo el juego 14 de la temporada. La racha ganadora inicial de 13 juegos es un récord que aún se mantiene en la actualidad. Ciardi permaneció en las Grandes Ligas durante un mes ese año y luego se retiró al año siguiente debido a una lesión en el hombro. En 2023, el récord lo empataron los Devil Rays de Tampa Bay, quienes fueron el tema de la primera película que produjo Ciardi.